# Fédéralisme belge
 (mai 2017).
Si vous disposez d'ouvrages ou d'articles de référence ou si vous connaissez des sites web de qualité traitant du thème abordé ici, merci de compléter l'article en donnant les références utiles à sa vérifiabilité et en les liant à la section « Notes et références ».
Le fédéralisme belge est le fédéralisme tel qu'il a été mis en place en Belgique depuis les réformes institutionnelles de 1970.
Il s'agit d'un système fédéral qui a pris une forme spécifique où deux ordres d'entités fédérées, les Communautés et les Régions, se partagent les compétences publiques avec l'État fédéral.
Résultat d'un processus de réformes successives parfois chaotiques, le fédéralisme belge n'a pas été le fruit d'un projet global, mais plutôt une manière pragmatique de rencontrer les aspirations respectives des différentes communautés du pays dans un contexte grandissant de tensions communautaires. Il suit donc différentes lignes de fracture et manque parfois de cohérence sans avoir réussi à satisfaire complètement les divers espoirs mis dans la fédéralisation du pays.

## Histoire du fédéralisme belge

### La Constitution et ses révisions
La Constitution belge du 7 février 1831 a subi depuis sa création des révisions successives dont la plus importante eut lieu en 1993.
Jusqu'en 1970, l’État belge est un État unitaire décentralisé : un certain nombre de compétences sont accordées par la Constitution et la loi aux provinces et aux communes, mais ces entités restent soumises à la loi et à la tutelle de l’État.
La transformation de cet État unitaire en un État fédéral trouve son origine dans la rencontre des revendications d’autonomie culturelle par les Flamands et des revendications d'autonomie économique wallonnes.
Entre 1970 et 1993, le pays a évolué progressivement vers une structure fédérale. Les régions et communautés reçoivent de plus en plus de compétences. Six réformes de l'État ont eu lieu jusqu'à présent : en 1970, 1980, 1988-89, 1993, 2001 et 2013.
L'article premier de la Constitution belge déclare aujourd'hui[Depuis quand ?] : « La Belgique est un État fédéral qui se compose des communautés et des régions ».

#### Les aspects culturels et politiques
Trois langues officielles sont reconnues en Belgique : 
- le néerlandais (environ six millions et demi de néerlandophones - ou flamands),
- le français (environ quatre millions et demi de francophones),
- l’allemand (un peu plus de 71 000 germanophones).

Abstraction faite de la minorité germanophone, les rapports de force déterminants de la vie politique belge semblent donc être les rapports flamands-francophones. Cette bipolarisation a impliqué la mise en place d'une série de mécanismes assurant le traitement égal de chaque communauté, y compris au niveau fédéral, tels que :
- la règle de l'adoption de certaines lois (dites spéciales) en matière institutionnelle à la majorité dans chaque groupe linguistique (art. 4 de la Constitution) ;
- la parité linguistique au sein du conseil des ministres fédéral ;
- la parité dans la haute fonction publique fédérale et dans les plus hautes juridictions.

Cette bipolarisation a cependant débouché sur l'existence d'un fédéralisme à trois, ce qui tend à prouver que le clivage Flamands/Francophones n'explique pas entièrement le fonctionnement du pays. La Région wallonne (majoritairement francophone) et Bruxelles (en principe bilingue mais à forte majorité francophone), sont l'une et l'autre autonomes. Les grands projets fédéralistes côté wallon (une vingtaine de 1905 à 1970), prévoient presque tous l'une ou l'autre forme de ce fédéralisme à trois, dès 1919 avec Albert Mockel.
Les premières revendications d'autonomie culturelle proviennent des Flamands et datent de 1937, en réaction contre l’hégémonie culturelle et sociale du français et de la bourgeoisie francophone qui caractérisait l’organisation de la Belgique. Ces revendications culturelles furent à l’origine de l'ajout, en 1970, d'un article 59bis à la Constitution et la création des trois Communautés (française, flamande et germanophone), premier type d'entités fédérées en Belgique.
Toutefois des facteurs politiques jouent également un rôle déterminant. Si le français fut hégémonique, la population flamande a toujours été très majoritaire et selon une couleur idéologique différente de la Wallonie. Ce qui explique qu'il existe une abondance de projets d'autonomie politique côté wallon destinés à compenser cette mise en minorité. Notamment le fait que des gouvernements homogènes catholiques ont pu gouverner l'ensemble de la Belgique (entre 1884 et 1914 notamment), parfois même sur la seule base des élus flamands catholiques (gênant les partis laïcs majoritaires seulement en Wallonie). Le huitième projet fédéraliste wallon qui date de 1938 a comme auteurs Georges Truffaut et Fernand Dehousse. Il prévoit, lui, une extension du pouvoir des entités fédérées au domaine international. Et cela parce que c'est cette fois également dans le domaine des relations extérieures que le conflit se développe, certains Wallons estimant que la Flandre impose dès 1936 une politique de neutralité dans la perspective du conflit à venir : la Seconde Guerre mondiale qui, avec la Question royale, provoqua la plus grave crise de la question nationale.
Selon le projet de Truffaut et Dehousse (pris en considération par la Chambre mais finalement repoussé), chaque Région (Flandre, Bruxelles, Wallonie), envoie au Sénat devenu Chambre des Régions, 10 délégués. Une majorité des 2/3 est requise pour la ratification des traités et de tout acte international de la Belgique. Cette compétence aurait même été étendue à la nomination des ambassadeurs. Paul Delforge souligne que cette dimension internationale sera sans cesse réinscrite dans les projets wallons. L'extension des compétences des entités fédérées aux relations extérieures a d'autres motifs aujourd'hui, soit le développement de la vie internationale.

#### Les aspects économiques
Comme indiqué ci-dessus, les Flamands se satisfaisaient d'une autonomie culturelle et d'une organisation de l'État en conséquence. En effet, majoritaires dans le pays, ils contrôlent fondamentalement l'organisation du pays.
Les revendications en faveur d’une autonomie économique devinrent nettes après la fin de la seconde Guerre mondiale et furent le fait du Mouvement wallon qui voulait échapper au contrôle que la majorité flamande exerçait sur le pays et espérait relancer son industrie vieillissante et déclinante grâce à cette autonomie. Ces revendications d’autonomie économique furent à l’origine, lors de la révision constitutionnelle de 1970, de l'article 107 quater nouveau de la Constitution.
Cet article crée trois Régions (wallonne, flamande et bruxelloise), second type d'entités fédérées belges, et confie à la loi spéciale le soin de préciser les compétences, la composition et l’étendue des pouvoirs des organes à créer.
Dès lors, à partir de 1971, la vie politique belge est conditionnée par la recherche de la majorité spéciale requise pour voter ces lois spéciales, particulièrement pour l’application de l’article 107 quater. Devant les difficultés, une loi de 1974 créa des conseils régionaux à compétence consultative.
En 1977 et 1978, deux accords politiques sur la réforme des institutions et notamment sur la création des régions furent conclus. Il s'agissait du pacte d'Egmont (1977) et des accords du Stuyvenberg (1978). Ces accords furent traduits en un projet de lois de réformes institutionnelles qui prévoyait la création de trois régions semblables, des droits similaires étant accordés aux Flamands de Bruxelles et aux francophones de la périphérie bruxelloise. Cependant, ce dernier point provoqua d'importantes tensions dans certains partis politiques flamands et le gouvernement de l'époque dut présenter sa démission, ce qui provoqua l'abandon du projet.
Une loi de 1979 créa alors des institutions communautaires et régionales provisoires, dont les exécutifs étaient constitués par des ministres du gouvernement national.
Enfin, la loi spéciale du 8 août 1980 créa les institutions régionales mais ne comportait aucune disposition relative à la Région bruxelloise, ceci en raison de l'impossibilité de dégager un accord politique à son propos. Ce n'est finalement qu'en 1989 que la Région de Bruxelles-Capitale fut organisée et que les élections régionales purent y avoir lieu.

#### Les réformes postérieures à 1989
En 1993, de nouvelles dispositions constitutionnelles établirent l’autonomie constitutive des entités fédérées, octroyant aux Conseils (Parlements) des Communautés et Régions la faculté de déterminer eux-mêmes, par voie de décret adopté à la majorité des deux tiers, des mesures essentielles relatives à leur composition, à leur élection et à leur fonctionnement ainsi qu’au fonctionnement de leur gouvernement.
Par ailleurs, l’élection directe des parlementaires des Conseils fut établie, ainsi que la simultanéité de ces élections avec les élections européennes.
En 2001, à la suite de l'accord du Lambermont (ou accord de la Saint-Polycarpe) et à l'accord du Lombard, une loi spéciale modifia l'organisation institutionnelle de la Région bruxelloise afin d’empêcher le blocage des
institutions et de garantir une meilleure représentation des Flamands de Bruxelles.

### La coexistence des Communautés et des Régions
Une des originalités du fédéralisme belge est cette double division : à côté des trois régions, la Belgique comprend trois Communautés qui se superposent à ces trois régions : la Communauté flamande, la Communauté française et la Communauté germanophone.
La Communauté germanophone, pour importante qu'elle soit, n'appelle que peu de commentaire : son territoire est formé par la « région de langue allemande » qui est constituée par la partie de la Région wallonne où se trouve concentrée la minorité germanophone.
Les deux autres communautés, par contre (les Communautés française et flamande) sont compétentes à la fois sur un territoire qui leur est propre de manière évidente et dans la Région de Bruxelles-Capitale.
Une des raisons d’être de ces deux communautés, française et flamande, est en effet la volonté politique des Flamands de Flandre de s’unir institutionnellement avec les Flamands de Bruxelles pour gérer ensemble les matières communautaires qui les intéressent (volonté qui suscita la volonté symétrique des francophones de la Région wallonne de s’unir de même avec les francophones de Bruxelles).

## Les grands principes de l'organisation du fédéralisme belge

### Autonomie et égalité
Les relations entre les entités fédérées et les relations de celles-ci avec l'État fédéral se caractérisent par l’autonomie et l’égalité. Les entités fédérées possèdent ainsi leurs propres exécutifs (gouvernements) et parlements (conseils) dont la composition et le fonctionnement sont réglés par la Constitution, les lois de réformes institutionnelles, et, accessoirement, par les entités fédérées elles-mêmes dans le cadre de l'autonomie constitutive qui leur est reconnue.

### Compétences exclusivesetéquipollence des normes
Chaque entité fédérée a reçu de la Constitution un certain nombre de compétences exclusives qui leur ont été attribuées par la Constitution et des lois spéciales et parfois des lois ordinaires (la communauté germanophone est par exemple régie par une loi ordinaire du loi du 31 décembre 1983) dans le cadre desquelles elles ont le pouvoir d’adopter des normes qui sont, en vertu de l'équipollence des normes, situées au même rang hiérarchique que la loi fédérale.
En principe, il n'y a pas de compétences concurrentes, et les compétences résiduelles appartiennent à l’État fédéral. La Constitution prévoit que ce principe peut être inversé si certaines conditions se réalisent (celles-ci ont cependant peu de chances de se réaliser). L'article 35 de la Constitution prévoit néanmoins que l'État fédéral dispose de compétences d'attribution et les entités fédérées de compétences résiduelles, cette disposition est actuellement dénuée de portée.
Les normes portent le nom de décret, sauf dans le cas de la Région de Bruxelles-Capitale, où on parle d’ordonnances.

### Liberté d'action sur la scène internationale
Le fédéralisme belge prévoit depuis 1993 que les entités fédérées (régions, communautés) ont le droit de régler, pour leurs matières, la coopération internationale - y compris la conclusion des traités.
Cette liberté d'action connait quelques limitations qui ont relativement peu d'impact :
- l'entité fédérée doit tenir le fédéral au courant du projet de traité ;
- le Gouvernement fédéral peut empêcher la signature du traité si la région ou la communauté traite avec un État qui n'est pas reconnu par la Belgique ;
- le pouvoir fédéral peut se substituer à une Région si celle-ci manque à ses obligations (en effet, en cas de manquement, c'est la responsabilité de l'état fédéral qui est en cause parce que les entités fédérées ne sont pas des sujets de droit international).

Cette capacité de traiter reconnue par la Constitution a conduit certains à affirmer que les entités fédérées belges sont devenues des sujets de droit international à part entière.
Ces affirmations doivent cependant être relativisées. Le droit international public, qui est le domaine dans lequel agissent les sujets de droit international, ne reconnait en effet cette qualité qu'à un certain nombre d'acteurs limités, parmi lesquels, les états. La définition des éléments constitutifs d'un état au sens du droit international a pour conséquence que traditionnellement, le droit international ne reconnait pas cette qualité aux entités fédérées. Quoique cette situation puisse évoluer et connaitre des exceptions, vu le caractère négocié et concerté du droit international, les entités fédérées belges ne sont généralement pas reconnues comme sujet de droit international par les autres états.
Par ailleurs, outre les quelques limitations de détails à la liberté de conclure des traités, on relève que dans le cadre des compétences fédéralisées, les entités fédérées coopèrent entre elles et avec les autorités fédérales pour définir la position de la Belgique qu'elles seront tenues de défendre si elles sont appelées à participer aux réunions et aux Conseils européens comme représentants du pays. De même, l'État fédéral a introduit une déclaration additionnelle dans le Traité constitutionnel européen, où le pouvoir des entités fédérées en rapport avec les compétences fédérales est décrit comme participant de la puissance nationale. Cette déclaration confirme le fait qu'au yeux de la communauté internationale, les entités fédérées ne sont pas des acteurs de plein droit, mais doivent faire l'objet de réserves spécifiques émises par la Belgique, seul sujet de droit international reconnu.
On peut donc effectivement relever le fait que selon les règles constitutionnelles belges, le pouvoir décisionnel est en fait aux mains des entités fédérées pour ce qui concerne leurs compétences, ce qui, avec la compétence de faire des traités, est une particularité unique du fédéralisme belge, mais aussi souligner que l'usage de la notion de sujet de droit international doit être considérée comme une pétition de principe qui ne correspond pas aux critères du droit international.

## La fédéralisation belge en perspective

### Une réalisation sans projet
Le bref historique donné ci-dessus le montre : le fédéralisme belge a voulu répondre à la fois aux exigences culturelles des Flamands, et aux demandes d'autonomie économique des Wallons, tandis que Bruxelles, capitale à majorité francophone se trouvait en quelque sorte coincée entre ces deux mouvements.
Cette fédéralisation à géométrie variable de l'État belge n'a pas reposé sur un projet politique clair ou commun et n'a d'ailleurs jamais été perçue de cette façon en Belgique, mais seulement comme un mode de pacification pragmatique des tensions diverses qui traversaient la société. Cette absence de doctrine fédérale cohérente et de dessein global explique le caractère provisoire de la fédéralisation belge et le fait que chaque révision constitutionnelle qui a eu lieu depuis lors peut s’analyser comme une réponse pragmatique négociée sur le moment pour résoudre une crise déterminée.
Commencée en 1970, la fédéralisation de la Belgique trouva une forme d'aboutissement en 1993, lorsque l’État est explicitement qualifié de fédéral par l'article 1er de la Constitution. Cependant, jamais les acteurs de la politique belge ne se sont entendus sur un dessein global et cohérent dont la réalisation aurait stabilisé les nouvelles structures de l’État.

### Unerégion bruxelloiselieu d'affrontement
Un des obstacles qui empêchent le fédéralisme belge de reposer sur un modèle stable est le désaccord persistant sur le statut que la Région de Bruxelles-Capitale doit recevoir à terme. La division de l’État en deux grandes communautés, la Communauté flamande et la Communauté française, forme le centre de la doctrine fédérale de la plupart des flamands. Pour eux, Bruxelles ne devrait recevoir qu’un statut de capitale placée sous le contrôle de l’État et/ou des Communautés. Les francophones par contre privilégient la division de l’État en trois grandes régions, la Région wallonne, la Région flamande et la Région bruxelloise. C’est donc un compromis entre ces deux thèses qui est à la source du statut que la Région bruxelloise s’est vu accorder en 1989.
Enclavée dans la région flamande, Bruxelles est historiquement, du point de vue flamand, une ville flamande victime d'un mouvement de francisation, mouvement qui fait tache d'huile autour de la ville. Lors de la création des Régions, les Flamands se trouvaient donc confrontés au problème que la création d'une région de Bruxelles majoritairement francophone aurait concrétisé la « sortie » de Bruxelles du territoire flamand. Dès lors, cette région ne pouvait avoir des frontières trop larges qui amplifieraient ce mouvement et cette région ne pouvait être une région comme les autres, au risque de voir deux régions francophones se liguer contre une région néerlandophone unique.
Bruxelles est donc une des trois régions du pays, mais elle porte le titre de « Région-Capitale », un titre distinct qui correspond à quelques particularités techniques et à une limitation de ses pouvoirs.

## Perspectives du fédéralisme en Belgique

### Problèmes récurrents
Il suffit de lire la presse belge pendant quelques jours pour se convaincre du fait que le système fédéral belge n'a pas atteint un point d’équilibre satisfaisant. Outre ceux qui font partie des problèmes communautaires classiques, les points de friction les plus significatifs sont listés ci-après.

#### Le territoire sur lequel les compétences communautaires s'exercent
Le monde politique francophone milite régulièrement en faveur d’une conception personnelle du fédéralisme, selon laquelle la Communauté française pourrait par exemple subventionner, en Flandre, les activités culturelles des minorités francophones de Flandre, tandis que les flamands mettent en avant le principe de territorialité et s’opposent ces ingérences dans sa propre politique culturelle.
C'est cette opposition fondamentale qui explique que la Communauté flamande subsidie les écoles francophones sur son territoires (et assure un contrôle ferme sur ces institutions), et que la Communauté française, par contre, se refuse à subsidier les écoles flamandes sur son territoire.

#### Renforcement de l'unicité du territoire flamand
(mai 2017).
Il s'agit plus précisément de la question de l'Arrondissement électoral de Bruxelles-Hal-Vilvorde (« BHV ») et de celle des Facilités linguistiques.
Les Flamands ont toujours conçu les « facilités » comme transitoires. Ils demandent de plus en plus souvent d’en diminuer la portée, voire de les supprimer. Ce contentieux rejoint celui relatif à la territorialité des compétences communautaires.
La question de BHV est liée au maintien, lors de la scission de la province de Brabant, de l'arrondissement électoral et judiciaire de Bruxelles-Hal-Vilvorde. L'exigence de l'annulation de cet aménagement, qui avait pour but de protéger les droits individuels et politiques des francophones habitant en Brabant flamand, a failli faire tomber le gouvernement fédéral en 2004.

#### Revendication d'une plus grande autonomie économique du côté flamand
Économiquement prospère, la Flandre souhaite acquérir une meilleure maîtrise des richesses qu’elle produit. Les revendications portent notamment sur une extension de l'autonomie fiscale de la Région flamande, une diminution des transferts financiers entre les régions jugées trop favorables au sud du pays, ainsi que sur l’attribution de nouvelles compétences aux régions ou aux Communautés en matière de politique de l'emploi. Mais c’est certainement la revendication d’une « défédéralisation » d’une partie de la sécurité sociale qui est politiquement la plus explosive, et qui se heurte pour le moment à une fin de non-recevoir absolue du côté francophone.

#### Avenir de la Communauté française
Une tendance dans la politique wallonne met en doute la pertinence du maintien de la Communauté française, arguant de l’émergence d’une « culture wallonne » distincte de la culture francophone commune à la Wallonie et Bruxelles. Ils réclament donc pour celle-ci les instruments d’une politique de promotion qui devraient, selon eux, être retranchés des compétences de la Communauté française pour être confiés à la Région wallonne. Les défenseurs des compétences actuelles de la Communauté française estiment que celle-ci est en mesure de promouvoir la culture wallonne à l’intérieur de la culture francophone belge.

#### Les revendications culturelles du Mouvement wallon
À plusieurs reprises, notamment à travers le Manifeste pour la culture wallonne, publié le 15 septembre 1983, puis dans un autre manifeste remis au Parlement wallon 20 ans plus tard, le 15 septembre 2003, dans un appel rédigé avec la FGTB en novembre 2004, également dans la Proposition de constitution wallonne, des personnalités des mondes culturels, scientifiques, syndicaux et politiques ont remis en cause l'actuelle répartition des compétences entre la Communauté française et la Wallonie. Chantal Kesteloot, historienne belge, a souligné que la question est très ancienne et remonte aux débuts du mouvement wallon :  À la fin du XIXe siècle, on peut parler de rapports difficiles, en termes d'identité culturelle notamment, entre Bruxelles et la Wallonie. Certes, cette préoccupation ne s'est pas toujours exprimée avec la même intensité, mais elle est restée une constante que l'on retrouve, par exemple, lors des congrès culturels wallons, au cours des travaux du Centre Harmel ou dans les débats au sein de l' Association pour le progrès intellectuel et artistique de la Wallonie (APIAW). Ce qui se traduit de manière plus sensible à la faveur des années 1970 et 1980, c'est l'articulation indispensable entre l'économique et le culturel. C'est au même moment que s'est mis en place le modelage institutionnel belge, avec ses régions et ses communautés. Là où, en Flandre, il y a quasiment superposition entre les instances communautaires et régionales, du côté francophone, il existe, d'une part, la communauté française qui exerce ses compétences en Wallonie et à Bruxelles et, d'autre part, la région wallonne et la région bruxelloise. Côté wallon, certains dénonceront sans cesse cette situation hybride. Certains plaident pour une fusion des instances de la communauté française et de la région wallonne et d'autres pour une disparition de la communauté française. Toutes les positions ne sont pas aussi tranchées. La création, en 1989, des institutions de la région bruxelloise a donné une autre configuration au débat et quasiment fait taire les partisans de la fusion des instances régionales et communautaires. Mais elle a en revanche donné un argument aux partisans de la disparition, qui peuvent désormais s'appuyer sur l'existence d'institutions régionales bruxelloises pour donner sens à un remodelage articulé autour des régions.. C'est cette articulation entre Bruxelles et la Wallonie que défend la proposition (purement symbolique) de décret remise le 15 septembre 2003 par les signataires du deuxième Manifeste wallon à Robert Collignon. La motivation principale de ces revendications est la cohérence des compétences dévolues aux entités fédérées, les partisans de ces solutions estimant que le Pouvoir wallon ne dispose pas de leviers essentiels pour assumer la Wallonie (essentiellement la Culture et l'École qui sont du ressort de la Communauté française). La critique porte sur le fait qu'il existe en fait deux gouvernements, l'un aux compétences matérielles (économie, travaux publics, environnement), le Gouvernement wallon et l'autre, celui de la Communauté qui en est distinct, aux compétences immatérielles (culture, enseignement) ce qui, selon le professeur Jean Pirotte[réf. non conforme], fait marcher la Wallonie « sur une seule jambe », raisonnement qui a souvent été tenu par le Professeur Michel Quévit, notamment au Congrès pour la Wallonie au futur de 1987.
Le 29 avril 1999, le journal Le Soir publiait un texte intitulé La Wallonie est-elle invisible ? qui avait été rédigé par des membres des rédactions de La Revue nouvelle, Les Cahiers marxistes et Toudi et qui fut ensuite publié dans ces trois revues. La Proposition de constitution wallonne (projet de décret spécial en mai 2006 déposé par le maximum de huit parlementaires qui peuvent signer un tel texte), sans proposer de solutions structurelles, évoque la culture, l'identité de la Wallonie et fait du principe de la solidarité avec Bruxelles l'un des articles de la Constitution wallonne projetée. L'historien wallon Paul Delforge a noté récemment à cet égard que dans la vingtaine de projets fédéralistes élaborés en Wallonie de 1905 jusqu'aux premières réformes de l'État, « Bruxelles et la Wallonie sont appréhendées comme des réalités politiques, économiques, voire sociologiques différentes: il n'est jamais question dans les projets fédéralistes wallons de créer une entité Wallonie-Bruxelles (sauf peut-être dans le projet Colleye), mais il est toujours question de préserver les droits et intérêts d'un ensemble bruxellois spécifique. ». Il est à noter d'ailleurs (voir la section suivante), que certaines personnalités bruxelloises et wallonnes revendiquent politiquement ou institutionnellement l'application du même principe à savoir ce que l'on appelle classique le fédéralisme à trois (Flandre, Wallonie, Bruxelles), ou à quatre au cas où la plus petite Communauté germanophone désirerait acquérir le statut de Région également.

#### L'émergence d'une culture bruxelloise
Des personnalités bruxelloises francophones et flamandes dénoncent l’absence d’une politique « biculturelle » bruxelloise qui serait en adéquation avec la réalité de plus en plus multiculturelle de Bruxelles. Un « Manifeste bruxellois » a été signé par ces personnalités et publié notamment dans Le Soir le 20 décembre 2006. Des personnalités wallonnes ont publié leur avis positif à l'égard de cette démarche le 7 mai 2007 Ces Bruxellois comme ces Wallons plaident en faveur de l’attribution de certaines (ou de toutes) compétences culturelles aux organes bilingues de la Région de Bruxelles-Capitale (ou de la Région wallonne), ce que la Constitution interdit maintenant. Cependant, sans que la Communauté française soit supprimée dans le texte constitutionnel, un simple décret voté par le Parlement de la Communauté française, pourrait, sans supprimer cette Communauté (dont l'existence deviendrait il est vrai théorique), confier l'exercice des compétences de celle-ci, à la Région wallonne ou à la Commission communautaire française de la région de Bruxelles.
Cette revendication se heurte aux réticences des Communautés française et flamande qui exercent leurs compétences culturelles à Bruxelles, chacune pour ce qui concerne ses « ressortissants ».

#### Les faiblesses institutionnelles deBruxelles
La gestion de la Région de Bruxelles-Capitale repose en pratique sur le consensus des deux groupes linguistiques du Parlement bruxellois et de son gouvernement. Or, il n’est pas impossible qu’un jour ou l'autre, le Vlaams Belang, qui n’a jamais caché son intention de tout faire pour bloquer le fonctionnement des institutions bruxelloises, conquière un jour la majorité des sièges au sein du groupe linguistique néerlandophone.

#### Revendication d'un élargissement de Bruxelles ou de ses moyens
Les milieux politiques bruxellois francophones soulignent que la délimitation actuelle de la Région bruxelloise ne correspondrait à aucune donnée rationnelle et estiment que seul l'élargissement des limites géographiques de la région peut faire correspondre l’entité politique bruxelloise à la réalité du pôle économique bruxellois. En plus, selon eux la Région bruxelloise est victime d'un sous-financement structurel parce que son mode de financement ne tiendrait pas compte de l’étroitesse de ses frontières, des charges qui lui incombent en tant que capitale du Royaume et de la présence massive dans ses murs de travailleurs qui n’y sont pas domiciliés et qui n’y paient donc pas leurs impôts.
Ils se heurtent cependant à une fin de non-recevoir des flamands, pour qui cet élargissement signifierait une « francisation » de l’actuelle province du Brabant flamand, après la francisation de la ville de Bruxelles elle-même.

### Quel avenir?
Il ne faut pas être un constitutionnaliste pour se rendre compte qu'une constante traverse les questions les plus délicates qui se sont posées et se posent encore dans le cadre du fédéralisme belge : Bruxelles et la minorité francophone de Flandre, ce qui revient, en définitive, à la question de Bruxelles, puisqu'aussi bien c'est la ville qui est à l'origine de la naissance de la périphérie francophone.
Une partie du monde politique flamand regrette d'ailleurs d’avoir concédé à Bruxelles, en 1988, le statut d’une Région presque à part entière.
Il est donc certain que la Belgique connaitra d’autres réformes, tant il est vrai que le fédéralisme belge n’est pas encore voué à la stabilité. Sans doute une structure fédérale est-elle instable par définition[non neutre], mais le fédéralisme belge souffre d'une instabilité profonde et structurelle.
Cette instabilité se marque non seulement sur la vision différente de l'état du fédéralisme belge, mais également sur une vision différente des nécessités du jour. Ainsi, alors que du côté francophone, on estime que la fédéralisation a atteint une certaine stabilité (sauf quelques ajustements) et qu'il convient de marquer une pause, du côté néerlandophone en revanche, se font entendre des voix bien plus énergiques réclamant de nouvelles avancées.
Ainsi, les partis politiques flamands souhaitent davantage d’autonomie, et certains vont jusqu'à appeler de leurs vœux un « confédéralisme ». Certaines de ces revendications rompent avec les bases du schéma institutionnel actuel, et sont basées sur une Belgique reposant sur deux États fédérés, un flamand et un francophone, flanqués de deux entités, Bruxelles et la Communauté germanophone, qui ne seraient pas de même nature.
Cette constatation, ainsi que l'apparition de forces centrifuges au sein du monde politique francophone, laisse à penser qu'un avenir probable de l’État belge semble résider dans sa transformation en une structure confédérale que les flamands, et un certain monde politique wallon, semblent appeler de leurs vœux.

## Sources
- Conférences de Hugues Dumont données en mai 2004 dans le cadre de journées d'études sur le fédéralisme à l'institut Kazakh sur le fédéralisme.
- Site du CRISP